# Религија на Косову и Метохији
Религија на Косову и Метохији је одвојена од државе. Устав утврђује Србију као секуларну државу која је неутрална по питању верских уверења и где су сви једнаки пред законом, а становништву загарантована слобода мисли, савести и уверења. 70,6 до 95,6% становника Косова и Метохије су муслимани. Већина њих су сунити, од којих многи припадају суфијским браћама.

## Верска демографија
| Религија                                    | Становништво               | %                    |
| ------------------------------------------- | -------------------------- | -------------------- |
| Ислам                                       | 1.663.412                  | 95,6%                |
| Хришћанство - Православље - Католицизам     | - 64.275 - 38.438 - 25.837 | - 3,7% - 2,2% - 1,4% |
| Остале религије                             | 1.188                      | 0,1%                 |
| Нерелигиозни                                | 1.242                      | 0,1%                 |
| Није наведено - Нису одговорили - Недостаје | - 9.708 - 5.873 - 2.495    | - 0,5% - 0,4% - 0,1% |
| Укупно                                      | 1.739.825                  | 100%                 |

Према Извештају о међународној верској слободи америчког Стејт департмента из 2007. године, „последњи веродостојни Попис становништва обављен је 1980-их година”, а верска демографија је морала бити процењена. Извештај је утврдио да је ислам преовлађујућа вера на Косову и Метохији, „коју исповеда већина већинског албанског становништва, као и припадници бошњачке, горанске и турске заједнице, као и део заједнице Рома/Ашкалија/Египћана”. Око 100.000—120.000 становника Косова и Метохије чине Срби, и то углавном православци. Отприлике 3,4% етничких Албанаца били су католици, док су протестанти чинили мањину од мање од 1%, а постојале су само две познате породице јеврејског порекла и нема поузданих података за атеисте. Такође је вероватно да на Косову и Метохији има и православних Албанаца. Међутим, са тренутним тензијама између Срба и Албанаца, они се могу осећати као да не желе да се идентификују као православци, јер се о њима може мислити као о Србима јер су они познати по источном православљу. Дакле, они нису заступљени у попису. Штавише, у извештају се тврдило да религија „није значајан фактор у јавном животу. Верска реторика је углавном била одсутна из јавног дискурса у муслиманским заједницама, посећеност џамија је била ниска, а јавно приказивање конзервативног исламског одевања и културе било је минимално.”
Према студији Истраживачког центра Пју из 2015. године, на Косову и Метохији је 2010. године било 93,8% муслимана и 6,1% хришћана; свих осталих верских група и нерелигиозних било је мање од 1%.
Религија на Косову и Метохији (Европска друштвена анкета 2012) 
Према Европској друштвеној анкети из 2012. године, становништво Косова и Метохије чинило је 88,0% муслимана, 5,8% католика, 2,9% православаца и 2,9% нерелигиозних.
Срби (који се претежно изјашњавају као православни хришћани), у великој мери су бојкотовали попис становништва из 2011. године, посебно на северу Косова и Метохије, чиме је српско становништво недовољно заступљено. Друге верске заједнице, укључујући тарикате и протестанте, такође оспоравају податке пописа. Протестантске вође и они без верске припадности наводе да су неки чланови њихових заједница пописивачи погрешно класификовали као муслимане.
Резултати пописа из 2011. године дали су следеће верске припадности за становништво обухваћено пописом:
Скоро сви муслимани на Косову и Метохији су сунити. Већина ромских муслимана припада суфијским браћама, а знатан број и муслиманских практиканата.
Српско становништво је углавном православне вероисповести и првенствено је концентрисано на северу Косова и Метохије, иако постоји неколико енклава на другим местима. Католичке албанске заједнице су углавном концентрисане у Ђаковици, Призрену, Клини и неколико села у близини Пећи и Витине. Католици који говоре словенски обично себе називају Јањевцима или Хрватима. Муслимани који говоре словенски језик на југу Косова и Метохије познати су као Горанци.

## Хришћанство
Верује се да се хришћанство појавило на Косову и Метохији у 5. веку када се Римско царство постепено поделило на грчки Исток и латински Запад. Косово и Метохија је постало део Византије, а тако је пало у сферу православне цркве са седиштем у Цариграду. Током високог средњег века, када је византијска власт на Косову и Метохији уступила место Српском царству почетком 13. века, постојала је већина православних хришћана који су говорили српски, али и католичка мањина коју су чинили итало-далматински трговачки слој из Дубровачке републике, немачки досељеници из Мађарске и Трансилваније, а вероватно и албанско становништво.

### Православље
Присуство српских православних епископа у Липљану и Призрену први пут је забележено у 10. веку. Српска православна црква се 1219. године одвојила од Грчке православне цркве, а грчки епископи су протерани са Косова и Метохије. Седиште Српске православне цркве премештено је из Жиче у Пећ 1252. године, чиме је постала верски и културни центар српског православља. Пећки архиепископ је 1346. године преузео титулу патријарха.

### Католицизам
Османско царство је освојило Косово и Метохију заједно са осталим деловима Српског царства у периоду после Косовске битке (1389). Иако Османлије званично нису присиљавале католичко и православно становништво да пређе у ислам, постојао је снажан друштвени притисак (као што је неплаћање џизије) као и политичка сврсисходност да се то учини, што су етнички Албанци чинили у далеко већем броју (укључујући и целокупно племство) него Срби, Грци и остали у региону. Многи католички Албанци су прешли на ислам у 17. и 18. веку, упркос покушајима католичког свештенства да их спречи. Након што је Осоманско царство укинуло смртну казну за отпадништво од ислама 1844. године, неколико група криптокатолика у Призрену, Пећи и Ђаковици је османски велики везир 1845. године признао као католике. Године 1856. Танзиматске реформе су побољшале ситуацију и није пријављена никаква озбиљна злоупотреба.

## Ислам
После Османског освајања Балканског полуострва, Османлије су успоставиле исламску власт у региону. Преверавање званично није било обавезно, али је имало неколико финансијских, друштвених и политичких користи. Све до 16. века степен исламизације на Косову и Метохији био је минималан и углавном ограничен на урбане центре. Темпо преласка у ислам значајно се повећао тек у другој половини 16. века, вероватно зато што су тиме људи постали ослобођени џизије — пореза који се наплаћивао само немуслиманима. До 1634. године већина Албанаца је прешла у ислам, иако је мањина остала католичке вероистовести. Поред етничких Албанаца и владајућих Турака који су се доселили на Косову и Метохију, Роми и део словенског становништва (касније названи Бошњаци и/или Горанци, како би се разликовали од православних Срба) постали су муслимани, углавном сунити, од којих многи припадају суфијским браћама, иако је мала мањина шиита формирана по селима. До краја 17. века исламско становништво почиње да надмашује хришћане.